# Le Joueur (opéra)
Pour les articles homonymes, voir Le Joueur.
Le Joueur (russe : Игрок — Igrok) est un opéra russe en quatre actes de Sergueï Prokofiev composé entre novembre 1915 et janvier 1917, d'après le roman éponyme de Fiodor Dostoïevski, dont il reprend fidèlement l'argument mais de façon incomplète.
L'opéra n'a été créé que le 29 avril 1929 au Théâtre royal de la Monnaie sous la direction de Maurice Corneil de Thoran, à Bruxelles, après avoir été achevé en 1927.
Création française au Capitole de Toulouse (1966) Dir. Jean Périsson

## Distribution
| Rôle                                             | Voix          | Créé par(Chef d'orchestre : Corneil de Thoran) |
| ------------------------------------------------ | ------------- | ---------------------------------------------- |
| Alexei, Tuteur de la famille du Général          | ténor         | José Lens                                      |
| Polina (Pauline),                                | soprano       | Lily Leblanc                                   |
| Le Général                                       | basse         | Milorad Yovanovitch                            |
| Blanche, demimondaine                            | mezzo-soprano | Yvonne Andry                                   |
| Le Marquis                                       | tenor         | G Rambaud                                      |
| Mr. Astley, un anglais                           | baryton       | Emile Colonne                                  |
| La Baronne                                       |               | Mme Nayaert                                    |
| Le Baron                                         | basse         | Georges Clauzure                               |
| La Grand-mère ("Babulenka"), La tante du Général | mezzo-soprano | Simone Ballard                                 |
| Prince Nilsky                                    | ténor         | H Marcotty                                     |

## Discographie sélective
- Valery Gergiev dirige le chœur et l'orchestre du Théâtre Kirov
- Mikhaïl Tatarnikov et Le Joueur de Prokofiev à l'opéra de Monte-Carlo, Compte rendu de la première de gala le 18 mars 2016:http://musicologie.org/16/mikhail_tatarnikoc_et_le_joueur_de_prokofiev.html